# Cilvaringz
Cilvaringz, właściwie Tarik Azzougarh (ur. 1979 w Dordrecht, Holandia) – holenderski producent muzyczny i raper, członek rodziny Wu-Tang Clan.

## Życiorys
Cilvaringz urodził się w holenderskim mieście Dordrecht. Jego rodzice są pochodzenia Marokańskiego. W 1992 roku razem z Moongodem Allahem i Barrakjudah założył swój pierwszy zespół Lin Brotherz. Do rodziny Wu-Tang Clanu dołączył w 1999 roku i został pierwszym międzynarodowym członkiem Wu-Family. Stało się to za sprawą RZA'y, który z początku nie chciał przesłuchać jego demo. Po długich prośbach swojej siostry RZA zgodził się odsłuchał album i zaproponował kontrakt Cilvaringz'owi z Wu-Tang International. W 2007 roku ukazał się debiutancki album Cilvaringz'a zatytułowany I. Początkowo I miał ukazać się pod koniec 2001 roku, ale raper zapytany dlaczego tak się nie stało odpowiedział.

Pierwszą wersję tego albumu miałem już w 2001 roku. Ale w tym roku wiadomo co się działo...11 wrzesień, wtedy po tym wszystkim zrozumiałem i zobaczyłem, że ten album tak naprawdę jest "pusty", nie pasuje już. Wtedy zacząłem jeszcze więcej czytać o tym wszystkim, inaczej spojrzałem na świat, inaczej patrzyłem już na inne religie w tym swoją. Światowa polityka, problemy socjologiczne i ekonomiczne stanęły w innym świetle. Później zacząłem od początku robić album, produkcje, teksty, poza tym to łączyło się z nagrywaniem i robieniem bitów dla innych moich braci, dlatego tak zeszło. Chciałem, żeby ten album był naprawdę dobry.

## Dyskografia
Album
- I (2007)

Występy gościnne
Opracowano na podstawie źródła.
| Rok  | Wykonawca       | Utwór | Album                                      |
| ---- | --------------- | --- | ------------------------------------------ |
| 2001 | Extince         | - Dutch Touch | Vitamine E                                 |
| 2001 | RZA             | - It Must Be Bobby | Digital Bullet                             |
| 2001 | Moongod Allah   | - Dynasty of Blood - Saviour of the Soul - The Wong Masters - Singing Killer - A Taste of Cold Steel                                   | Ten Tigers of Kwantung                     |
| 2002 | Remedy          | - Muslim and a Jew | Code: Red                                  |
| 2002 | Moongod Allah   | - The Return Of Bai Me - Fifty Days Of Sword Practice - Generation Moonwarriors - War At The Temple - Ten Tigers Of Kwantung - Victory | The Return of the Ten Tigers               |
| 2003 | RZA             | - Chi Kung - You'll Never Know | Birth of a Prince                          |
| 2003 | Rockin Da North | - Neckbone | Star Warz                                  |
| 2004 | ADHD            | - Shouf Shouf Habibi | Aanbevolen Dagelijkse Hoeveelheid Dopeness |
| 2004 | Ali B           | - Chaos (Mocro Collabo) | Vertelt Het Leven Van De Straat            |
| 2007 | Paraziţii       | - Tu Nu Contezi | Slalom Printre Cretini                     |

### Wyprodukowane
Opracowano na podstawie źródła.
| Rok  | Wykonawca            | Utwór | Album                           |
| ---- | -------------------- | --- | ------------------------------- |
| 2002 | Remedy               | - Muslim and a Jew                                                                                          | Code: Red                       |
| 2002 | Warcloud             | - The Last Hovering Castle - MoJo-oodoov: The Dead Man & His Stepson - Weapon Factory Outro: Gun Low Stance | Smugglin Booze In The Graveyard |
| 2004 | Theodore Unit        | - Guerilla Hood                                                                                             | 718                             |
| 2006 | Shabazz The Disciple | - The One (Hood Christ)                                                                                     | The Passion of the Hood Christ  |
| 2006 | Inspectah Deck       | - A Lil Story - Get Down Wit Me                                                                             | The Resident Patient            |
| 2006 | Solomon Childs       | - Gorilla Hood (Original Version)                                                                           | The Wake                        |
| 2011 | Raekwon              | - Silver Ringz                                                                                              | Shaolin vs. Wu-Tang             |